# Kelly Van den Steen
Kelly Van den Steen, née le 1er septembre 1995 est une coureuse cycliste belge, membre de l'équipe Lotto-Soudal.

## Biographie
Championne de Belgique du contre-la-montre juniors en 2013, Kelly Van den Steen est recrutée en 2014 par l'équipe Topsport Vlaanderen-Pro-Duo. Christel Herremans, qui dirige cette dernière, voit en Kelly Van den Steen l'un des meilleurs talents belges pour la montagne.
En 2017, elle prend part pour la première fois au championnat du monde sur route élites, à Bergen (Norvège). Victime de deux chutes, elle ne termine pas la course.
En 2018, elle est engagée par l'équipe Lotto-Soudal. Elle remporte le classement de la montagne du Tour de Belgique au mois de septembre, puis dispute le championnat du monde sur route avec l'équipe nationale, et en prend la 42e place.

## Palmarès

### Par année
- 2013
  -  Championne de Belgique du contre-la-montre juniors
- 2017
  - 2e du championnat de Flandre orientale du contre-la-montre
- 2018
  -  Championne de Belgique du contre-la-montre par équipes (avec Lotte Kopecky, Isabelle Beckers, Julie Van De Velde, Annelies Dom, Valerie Demey)

### Classements mondiaux
| Année                                 | 2016 | 2017 | 2018 | 2019 | 2020 | 2021 |
| ------------------------------------- | ---- | ---- | ---- | ---- | ---- | ---- |
| Classement UCI                        | 415e | 513e | 253e | 237e | nc   | 836e |
| UCI World Tour                        | 162e | nc   | 136e | 149e | nc   | nc   |
|                                       |      |      |      |      |      |      |
| Légende : nc = non classéSource : UCI |      |      |      |      |      |      |